# Aeroporto di Samarcanda
L'Aeroporto internazionale di Samarcanda è un aeroporto internazionale che si trova a Samarcanda, Uzbekistan, a 6 km (3,7 mi) dal centro della città. L'aeroporto è gestito da Uzbekistan Airways sin dalla sua creazione nel 1992. L'aeroporto offre voli nazionali e internazionali ed è il secondo aeroporto più grande dell'Uzbekistan dopo l'Aeroporto Internazionale di Tashkent. L'aeroporto opera voli in tutta l'Asia, l'Europa e il Medio Oriente. Funge anche da hub per Air Samarkand.
L'Aeroporto Internazionale di Samarcanda si trova nella periferia settentrionale della città di Samarcanda, a un'altitudine di 680 metri sul livello del mare.

## Storia
L'Aeroporto Internazionale di Samarcanda è il primo aeroporto nella moderna storia dell'Uzbekistan. Le strutture iniziali dell'aeroporto furono costruite nel 1967, tra cui una pista, un piccolo terminal e infrastrutture di base. Nei suoi primi anni, l'aeroporto operava principalmente voli charter nazionali, fino all'inizio dei primi voli di linea nel anni '80. La compagnia aerea nazionale Uzbekistan Airways ha iniziato a operare voli per l'aeroporto dopo la sua fondazione nel 1992, contribuendo ad aumentare il traffico passeggeri.
Nel 2009 è stato costruito un nuovo terminal passeggeri, sono state ristrutturate le vie di rullaggio, è stato costruito un nuovo edificio per il controllo del traffico aereo e sono state installate moderne apparecchiature di navigazione aeronautica.

### Ristrutturazione
Il 27 novembre 2018, il Presidente uzbeko Shavkat Mirziyoyev ha firmato un decreto volto a migliorare e modernizzare il settore dell'aviazione civile del Paese. Nel 2020 sono iniziati i lavori di ristrutturazione e costruzione di un nuovo terminal. La società uzbeka Uzbekistan EPC Enter Engineering ha realizzato il progetto basandosi su un progetto dello studio di progettazione turco Kiklop Construction. Il nuovo terminal apre ufficialmente e viene inaugurato il 18 marzo 2022.